# 盧西亞·波普
盧西亞·波普（Lucia Popp；1939年11月12日—1993年11月16日），斯洛伐克女高音歌劇唱家，是20世紀後半葉最受歡迎的花腔女高音之一，以飾演莫札特筆下《魔笛》中的夜而聞名於世。晚年轉換行當，改唱瓦格納和理夏德·施特勞斯的抒情女高音角色，表現同樣出色。

## 外部連結
- 盧西亞·波普的Discogs页面（英文）